# Kayoux
Kayoux est le nom d'un collectif citoyen, initialement appelé « Liste citoyenne pour une démocratie LOCAL·e » qui a obtenu deux sièges au sein du conseil communal de la commune d'Ottignies Louvain-la-Neuve, lors des dernières élections communales belges de 2018, au départ d'une liste électorale tirée au sort de façon inédite,,. Ce tirage au sort qui déterminera aussi l'ordre des candidats sur la liste électorale résolument « apartisane » constitue ainsi une exception dans le paysage politique belge. En raison de cette première originalité, mais aussi en vue de son organisation interne, le collectif Kayoux apparaît donc comme un exemple représentatif d'un modèle prôné par l’écologie sociale à travers le municipalisme libertaire.

## Projet
Le projet politique veut mettre la démocratie directe au cœur de la politique locale avec la volonté de ne pas promouvoir des individualités mais bien un projet. Pour ce faire, les membres du collectif élus s'engagent d'une part, à démissionner tous les deux ans pour être remplacés par d'autres membres, d'autre part, à n'être que les porte-paroles de huit assemblées citoyennes organisées chaque année.
N'ayant pas été invité sur le plateau de la RTBF ni sur le plateau de TVCom durant la campagne électorale, Kayoux organisa un Facebook Live pour répondre directement aux questions des internautes.
En novembre 2018, une première assemblée citoyenne rassembla une centaine de personnes, toutes bienvenues quelles que soient leurs opinions ou leurs couleurs politiques. Quatre jours après cette assemblée, les élues Kayoux se sont rendues au premier conseil communal de cette nouvelle mandature et ont proposé un amendement suivant l'avis de cette assemblée . Par la suite, elles se sont majoritairement abstenues de voter. Cette abstention fut expliquée par un besoin de temps pour mettre en place des assemblées et le système démocratique interne.
Après un an de mandat écoulé, le mode d'opération expérimental du collectif Kayoux agace les élus (Écolo, Avenir, PS, OLLN 2.0). Hadelin de Beer (Écolo) considère que Kayoux se « trompe de méthode » et empêche les débats en étant rapporteur du vote d'une trentaine de participants aux assemblées citoyennes. Dans une « volée de bois verts », il accusa Kayoux d'être un « café du commerce » rapportant de fausse information. C'était à la suite d'une intervention durant laquelle Kayoux soulignait un manque de transparence au sujet de l'asbl GCV issue d'un partenariat public privé et chargé de la gestion du centre-ville, mais aussi d'une opposition à l'arrivée d'un projet de navette autonome inutile et dépensier aux yeux de Kayoux (874 000 € au lieu de 23 000 € pour un Proxibus).
Stephane Vanden Eede, ancien écolo membre du collectif Kayoux explique cette situation par le fait que malgré des améliorations, « le conseil communal est encore trop souvent une chambre d'entérinement des dossiers portés par le collège », « quand des conseillers communaux remettent en question le fond et la forme des dossiers, cela peut en crisper certains ». Selon la prescription légale, les dossiers livrés au conseil une semaine avant la réunion. Un délai très court face auquel Kayoux propose la tenue d'assemblée citoyennes à la maison communale deux fois par mois.
Au terme de deux premières années de mandat, les porte-parole au Conseil communal (Raphaëlle Buxant et Géraldine Pignon) ainsi qu'au CPAS (Steven Pauwels) ont démissionné. En décembre 2020, Aline Lourtie est devenue mandataire CPAS ; le 26 janvier 2021, Stéphane Vanden Eede et Florence Vancappellen montent au conseil communal.[réf. nécessaire]